# Phalacrotophora boliviana
Phalacrotophora boliviana är en tvåvingeart som beskrevs av Borgmeier 1971. Phalacrotophora boliviana ingår i släktet Phalacrotophora och familjen puckelflugor.
Artens utbredningsområde är Bolivia. Inga underarter finns listade i Catalogue of Life.